# 甘蔗義邦
甘蔗 義邦（かんじゃ よしくに、1891年〈明治24年〉2月21日 - 没年不詳）は、朝鮮総督府官僚。

## 経歴
岐阜県に川上貞蔵の四男として生まれ、甘蔗義尭の養子となった。東京帝国大学法科大学政治科に学び、在学中の1917年（大正6年）に高等文官試験に合格し、翌年卒業した。朝鮮総統府試補、道事務官、平安南道財務部長、江原道警察部長、朝鮮総督秘書官を歴任し、1929年（昭和4年）に欧米各国に出張した。帰国後、警務局衛生課長、咸鏡南道内務部長、江原道内務部長を経て、1934年（昭和9年）に平壌税務監督局長に就任した。1936年（昭和11年）より京城府尹に、1937年（昭和12年）より京畿道知事となった。
1940年（昭和15年）に退官した後は、朝鮮放送協会会長を務めた。
戦後は磯崎産業顧問を務めた。